# Has (district)
Has (Albanees: Rrethi i Hasit) is een van de 36 districten van Albanië. Het heeft 20.000 inwoners (in 2004) en een oppervlakte van 374 km². Het district ligt in het noordoosten van het land in de prefectuur Kukës. De hoofdstad van het district is Krumë.
Een aantal plaatsen in Has, zoals Vlahen, is bekend geworden in 1999 vanwege het steunen van de Albanezen in Kosovo in de Kosovo-oorlog.

## Gemeenten
Has telt vier gemeenten:
- Fajzë
- Gjinaj
- Golaj
- Krumë (stad)

## Bevolking
In de periode 1995-2001 had het district een vruchtbaarheidscijfer van 3,95 kinderen per vrouw, hetgeen hoger was dan het nationale gemiddelde van 2,47 kinderen per vrouw.
Berat · Bulqizë · Delvinë · Devoll · Dibër · Durrës · Ëlbasan · Fier · Gjirokastër · Gramsh · Has · Kavajë · Kolonjë · Korçë · Krujë · Kuçovë · Kukës · Kurbin · Lezhë · Librazhd · Lushnjë · Malësi e Madhe · Mallakastër · Mat · Mirditë · Peqin · Përmet · Pogradec · Pukë · Sarandë · Skrapar · Shkodër · Tepelenë · Tirana · Tropojë · Vlorë